# 関東自動車石橋営業所

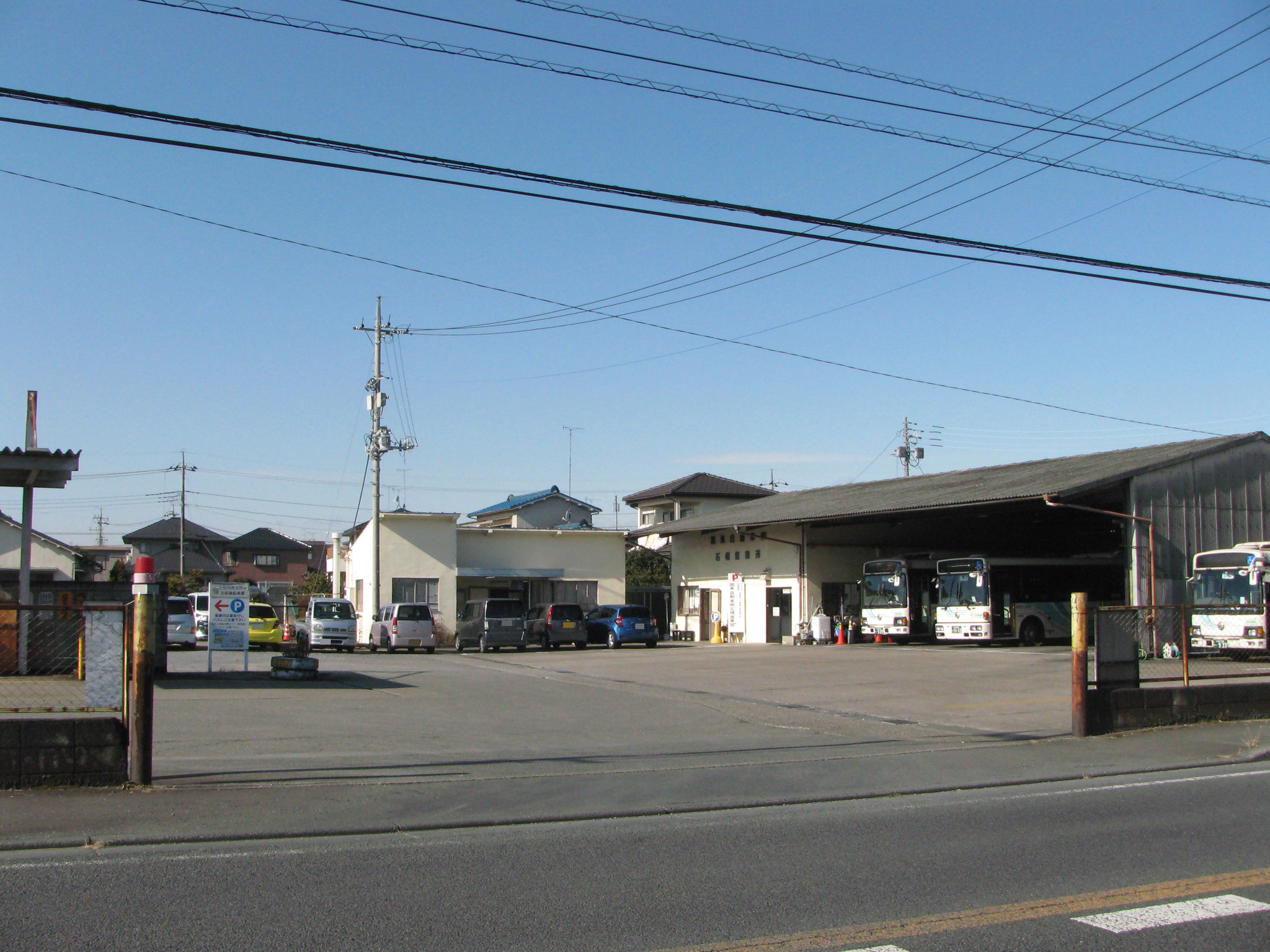
石橋営業所

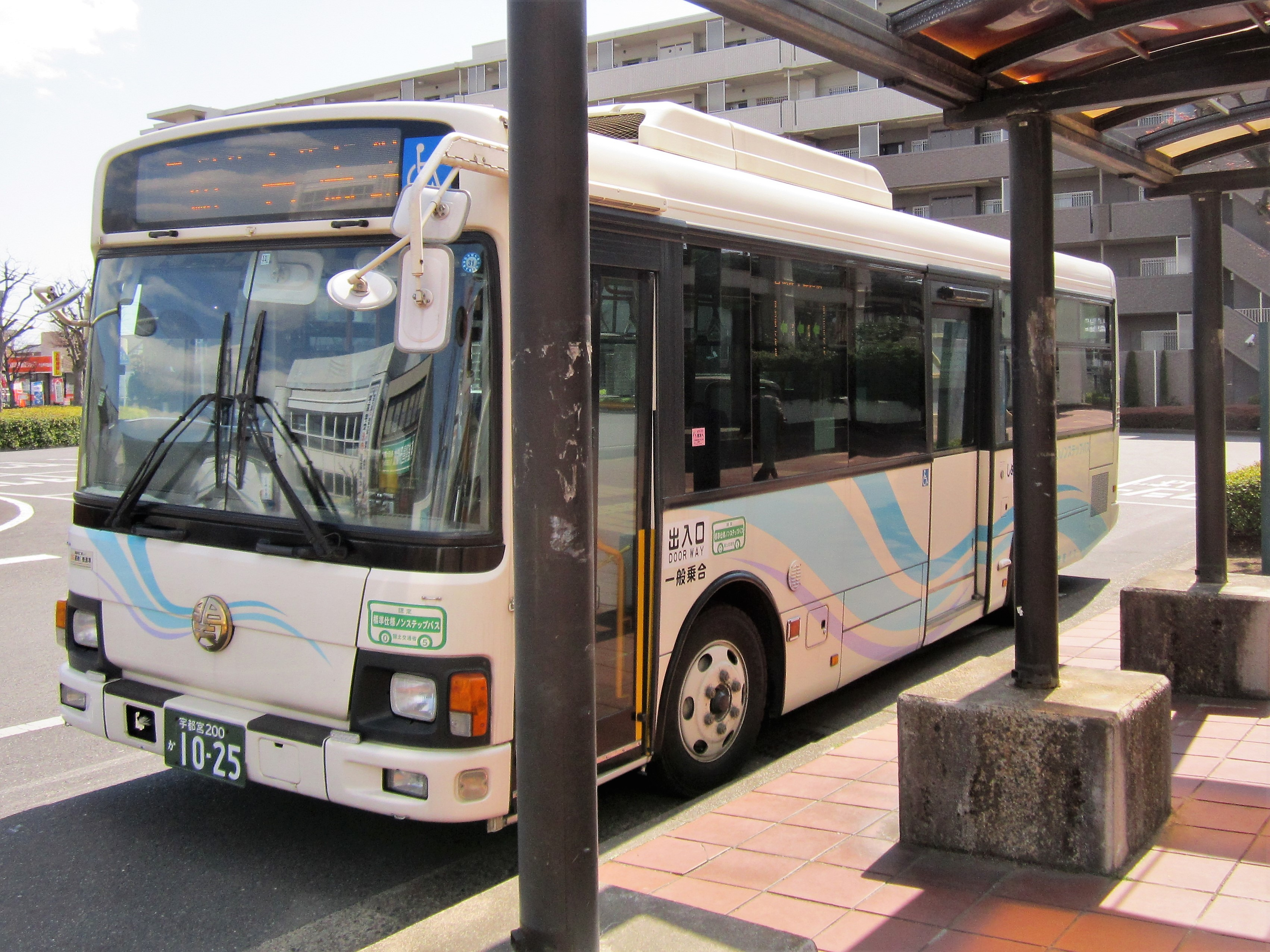
自治医大駅前で発車待ちのバス

関東自動車石橋営業所（かんとうじどうしゃいしばしえいぎょうしょ）は、栃木県下野市文教にかつて存在した関東自動車のバス営業所である。2022年（令和4年）11月30日付で廃止され、翌12月1日より小山営業所石橋車庫に改組された。

## 概要
一般路線は下野市・宇都宮市・河内郡上三川町・下都賀郡壬生町・真岡市をエリアとしている。

### ナンバープレート
所属車輌のナンバープレートは、かつては「栃」「栃木」ナンバーであり、県南営業所管轄時は「とちぎ」ナンバー化されたが、営業所廃止時点では「宇都宮」に統一されていた。小山営業所石橋車庫化により2022年12月以降順次「とちぎ」ナンバー化された。

## 沿革
- 1947年（昭和22年）4月15日 - 石橋出張所から石橋営業所に昇格[2]
- 1953年（昭和28年）4月14日 - 類焼により石橋営業所全焼[3]
- 1964年（昭和39年）5月31日 - 石橋営業所下古山車庫新設工事完了[4]
- 2010年7月21日 - 区画整理に伴い住所が下古山から文教一丁目に変更[5]
- 2019年（令和元年）10月1日 - 広域連携バス「 ゆうがおバス」（石橋駅・獨協線、ゆうきが丘循環線）受託運行開始
- 2020年（令和2年）4月頃 - おもちゃのまち駅・獨協医大病院線が宇都宮営業所から移管される
- 2022年（令和4年）4月1日  - 受託運行の「ゆうがおバス」（石橋駅・獨協線）を本格運行へ移行、ゆうきが丘循環線は廃止[6]
- 2022年（令和4年）11月30日  - 石橋営業所廃止、翌12月1日から小山営業所傘下の車庫化[1]

## 管轄していた一般路線

### 宇都宮 - 石橋線
簗瀬営業所担当便もある。
- JR宇都宮駅 - 県庁前 - 東武西口 - 台新田神社 - 雀宮駅入口 - ジェイコーうつのみや病院 - 雀宮陸上自衛隊 - 上古山入口 -  下野警察署 - 通古山 - 上町 - 石橋駅
- JR宇都宮駅 - 県庁前 - 東武西口 - 台新田神社 - 雀宮駅入口 - ジェイコーうつのみや病院 - 雀宮陸上自衛隊 - 上古山入口 - 下野警察署 - 通古山 - 石橋高校 - 石橋駅[注 1]

2系統あるが、通古山 - 石橋駅間のルートが異なる以外は、同一である。このほか、JR宇都宮駅 - 上古山入口の区間便もある。

### 駒生営業所発着
駒生営業所担当便もある。
- 駒生営業所 - （とちぎ健康の森）[注 2] - 作新学院前 - 東武駅前 - 県庁前 - JR宇都宮駅 - 東高校前 - さる山団地入口 - 瑞穂野団地[注 3]

- 駒生営業所 - （とちぎ健康の森）[注 2] - 作新学院前 - 東武駅前 - 県庁前 - JR宇都宮駅 - 東高校前 - さる山団地入口 - 緑の郷 -瑞穂野団地[注 3][注 4]

- 駒生営業所 - 作新学院前 - 東武駅前 - 県庁前 - JR宇都宮駅 - 東高校前 - 下桑島 - 東汗

- 駒生営業所 - （とちぎ健康の森）[注 2] - 作新学院前 - 東武駅前 - 県庁前 - JR宇都宮駅 - 屋板郵便局 - 東谷 - （インターパーク宇都宮南）[注 5] - 日産前 - 上三川町役場入口 - 白鷺神社 - 上三川車庫

### 今宮線
2022年4月1日に宇都宮営業所より移管された。
- JR宇都宮駅 - 旭陵橋東 - 川田入口 - 江曽島四丁目 - 今宮二丁目 - 総合運動公園南門 - 若松原二丁目 - 雀宮駅

### 石橋 - 真岡線
- 石橋駅 - 下蒲生 - 上三川車庫 - 上大沼 - 真岡工業団地 - （←真岡駅／台町→） - （真岡女子高校） - 真岡市役所 - 真岡営業所

真岡駅は真岡発石橋駅行のみ経由し、台町は石橋駅発真岡行のみ経由する。
真岡女子高等学校は、平日および土曜日朝の石橋駅発、平日および土曜日の午後の真岡車庫発の一部が経由する。
2022年10月改正で真岡営業所へ延伸（真岡車庫バス停は廃止）。

### 石橋駅 - 獨協線
（広域連携「ゆうがおバス」）
- 石橋駅 - 石橋高校 - 下古山 - おもちゃのまち駅 -  獨協医大病院

### その他
- 自治医大駅 - 自治医大附属病院
- おもちゃのまち駅 - 獨協医大病院

## 撤退・廃止路線
※近年撤退・廃止された路線を掲載。
- JR宇都宮駅 - 県庁前 - 東武西口 - 台新田神社 - 雀宮駅入口 - 雀宮陸上自衛隊 - 石橋警察署 - 石橋駅 - 自治医大附属病院